# Karl Thomas zu Löwenstein-Wertheim-Rosenberg

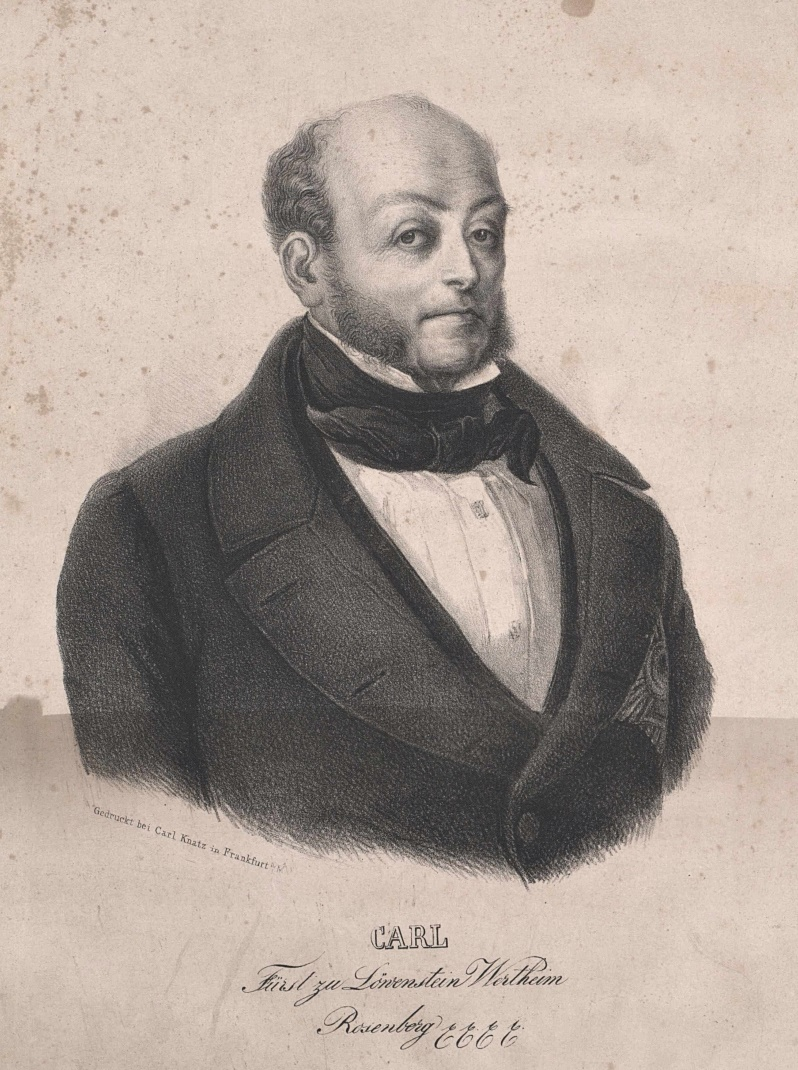
Fürst Carl zu Löwenstein-Wertheim-Rosenberg

Fürst Karl (häufig auch Carl) Thomas Albrecht Ludwig Konstantin zu Löwenstein-Wertheim-Rosenberg (* 18. Juli 1783 in Bartenstein; † 3. November 1849 in Heidelberg) war ein österreichischer Offizier während der Koalitionskriege und seit 1815 deutscher Standesherr.

## Herkunft
Das Adelsgeschlecht derer zu Löwenstein geht zurück auf den Wittelsbacher Friedrich I., den Siegreichen, Kurfürst von der Pfalz (1425–1476), dessen Kinder aus seiner morganatischen Ehe mit Clara Tott in der eigenen Dynastie nicht erbberechtigt waren, weshalb sie ein eigenständiges Adelsgeschlecht bildeten. Mit dem Tod des Grafen Ludwig III. von Löwenstein im Jahre 1611 entstanden die beiden Hauptlinien, die evangelische Linie Löwenstein-Wertheim-Virneburg (später Freudenberg) und die katholische Linie Löwenstein-Wertheim-Rochefort (später Rosenberg).

## Leben
Erbprinz Karl Thomas stammte als erstgeborener Sohn aus der Ehe von Fürst Dominik Konstantin zu Löwenstein-Wertheim-Rochefort (* 1762; † 1814) mit Maria Leopoldine Prinzessin zu Hohenlohe-Bartenstein (* 1761; † 1807). Karl wurde auf der Burg Bartenstein in Hohenlohe geboren. Erbprinz Karl hatte noch sechs Geschwister und drei Halbgeschwister aus der zweiten Ehe seines Vaters. Seine nachhaltige erzieherische Prägung erhielt Erbprinz Karl zusammen mit seinem jüngeren Bruder Konstantin in den letzten Jahren des Heiligen Römischen Reichs. Die beiden wuchsen im Bewusstsein der Privilegien ihres reichsunmittelbaren aristokratischen Standes auf. Zunächst wurden sie in Würzburg erzogen und später am Hof des Kurfürsten von Trier, Clemens Wenzeslaus von Sachsen. Über Studien an Hochschulen ist zur Person des Erbprinzen nichts überliefert worden. Im Jahre 1802 nahm er an einer diplomatischen Mission seines Hauses nach Paris teil. Infolge der Bildung des Rheinbunds wurden die Territorien seines Vaters mediatisiert. Sie wurden verteilt über die Großherzogtümer Baden und Hessen sowie die Königreiche Bayern und Württemberg. Erbprinz Karl Thomas trat in die Armee des Kaisertums Österreich ein und nahm an mehreren Schlachten der Koalitionskriege teil. Zuletzt war er Major im Ulanen-Regiment Schwarzenberg.
Wegen des Verlusts der linksrheinischen Gebiete, darunter Rochefort, erfolgte 1802/03 eine Namensänderung des Hauses von Löwenstein-Wertheim-Rochefort in Löwenstein-Wertheim-Rosenberg.
1814, mit dem Tod seines Vaters, quittierte der nunmehrige Fürst Karl Thomas den Militärdienst und übernahm die Leitung seines Hauses. Als Standesherr besaß er später einen Sitz in der jeweiligen Ersten Kammer Badens, Bayerns, Hessens und Württembergs, nahm jedoch kaum Anteil an den damit verbundenen politischen Angelegenheiten in den vier Mittelstaaten. Zunächst befassten sich die leitenden Beamten mit den politischen Belangen der Standesherrschaft, ab Anfang der 1830er Jahre sein Sohn Konstantin, und als dieser 1838 starb, erneut die Beamten. Zeitlebens fühlte sich Fürst Karl Thomas mit dem Kaisertum der Habsburger in Österreich verbunden, aus dem auch seine Frau stammte.
Von 1817 bis 1819 ließ Karl Thomas im Spessart ein Gebiet von ca. 3.300 Hektar als Wildpark einzäunen, es war ehemaliger Waldbesitz der Benediktinerabtei Neustadt am Main.
Am 29. April 1830 wurde Karl Thomas in den Orden vom Goldenen Vlies aufgenommen.
Um 1837 verkaufte Karl Thomas den Neustädter Kreuzgang nach Frankfurt, dieser wurde jedoch 1971 von Pfarrer Langhans wieder zurückgeholt. Die Neustädter Kirche wurde fortan als Pfarrkirche verwendet, bis dahin war sie die Privatkirche der Fürsten Dominik und Karl Thomas gewesen. 1841 veranlasste er den Abbruch der karolingischen Vierungskirche in Neustadt, der damals einzigen erhaltenen karolingischen Vierungskirche in Europa.
Anfang der 1840er Jahre nahm Karl Thomas seinen ständigen Wohnsitz in Wien. Mit zunehmendem Alter widmete sich der Fürst immer mehr dem katholischen Glauben und entwickelte eine Frömmigkeit, die zum Vorbild für seinen Enkel Karl Heinrich wurde.

## Familie
Karl Thomas zu Löwenstein-Wertheim-Rochefort heiratete am 29. September 1799 in Ellwangen Sophie Luise Wilhelmine Gräfin zu Windisch-Grätz (1784–1848), eine Tochter von Joseph-Niklas zu Windisch-Graetz.
Alle Kinder des Fürstenpaares im Überblick:
- Konstantin Erbprinz zu Löwenstein-Wertheim-Rosenberg (1802–1838), verheiratet mit Marie Agnes Henriette Prinzessin zu Hohenlohe-Langenburg (1804–1835);
- Leopoldine Marie Prinzessin zu Löwenstein-Wertheim-Rosenberg (1804–1869), verheiratet mit ihrem Onkel, Fürst Konstantin zu Löwenstein-Wertheim-Rosenberg (1786–1844);
- Adelheid Eulalia Luise Marie Prinzessin zu Löwenstein-Wertheim-Rosenberg (1806–1884), verheiratet mit Fürst Camille Rohan (1800–1892);
- Sophie Maria Theresia Prinzessin zu Löwenstein-Wertheim-Rosenberg (1809–1838), verheiratet mit Fürst Heinrich XX. von Reuß zu Greiz;
- Maria Kreszentia Octavie Prinzessin zu Löwenstein-Wertheim-Rosenberg (1813–1878), verheiratet mit Erbprinz Victor zu Isenburg und Büdingen;
- Eulalie Ägidia Prinzessin zu Löwenstein-Wertheim-Rosenberg (1820–1895)